# Leucanthemopsis pallida
Leucanthemopsis pallida là một loài thực vật có hoa trong họ Cúc. Loài này được Heywood mô tả khoa học đầu tiên năm 1975.